# Advanced Functional Materials
Advanced Functional Materials (abrégé en Adv. Funct. Mater.) est une revue scientifique à comité de lecture. Ce bimensuel publie des articles de recherches originales dans le domaine de la science des matériaux.
D'après le Journal Citation Reports, le facteur d'impact de ce journal était de 19,924 en 2021. Actuellement, le directeur de publication est David Flanagan.

## Historique
Au cours de son histoire, le journal a changé de nom :
- Advanced Materials for Optics and Electronics, 1992-2000  (ISSN 1057-9257)
- Advanced Functional Materials, 2001-en cours  (ISSN 1616-301X)